# NGC 5149
NGC 5149 је спирална галаксија у сазвежђу Ловачки пси која се налази на NGC листи објеката дубоког неба.
Деклинација објекта је + 35° 56' 4" а ректасцензија 13h 26m 9,1s. Привидна величина (магнитуда) објекта NGC 5149 износи 12,9 а фотографска магнитуда 13,7. NGC 5149 је још познат и под ознакама UGC 8444, MCG 6-30-10, CGCG 190-10, IRAS 13238+3611, KUG 1323+361, KCPG 375A, PGC 47011.